# 가을
가을은 온대 지방의 사계절 중 하나이다. 가을철, 추계(秋季), 추기(秋期), 오추(梧秋)라고도 한다.

## 정의

### 기상학에 따른 구분
기상학에서는 기온 변화에 따라 계절을 구분한다. 대한민국 기상청은 9일동안 일 평균기온이 20°C 미만 내려간 후, 다시 올라가지 않을 때, 그 첫번째 날을 가을의 시작일로 정의한다.
이는 다음과 같이 더 세분화한다.
- 초가을: 일최고기온이 25°C 이하
- 가을: 일평균기온이 10°C∼15°C이고 일최저기온이 5°C 이상
- 늦가을: 일평균기온이 5°C∼10°C이고 일최저기온이 0°C∼5°C

### 일반적인 구분
- 북반구: 9월, 10월, 11월[9][10]
- 남반구: 3월, 4월, 5월

### 천문학에 따른 구분
천문학에서는 추분점(또는 추분, 9월 22일 경)에서 동지점(또는 동지, 12월 22일 경)까지를 말한다.

### 절기에 따른 구분
절기로는 입추(8월 7일 경)에서 입동(11월 7일 경)까지를 말한다. (약 90일간이다. 아래에 언급된 기상학적 가을 참고)

## 나라별 현황

### 대한민국
대한민국 기상청에서는 상기에서 언급한 것처럼, 가을의 시작일을 9일간 일평균 기온의 평균값이 20°C 미만으로 내려간 후 다시 올라가지 않은 첫날로 정의한다. 이 기준으로 전국 6개 지점 (강릉, 대구, 목포, 부산, 서울, 인천) 과 서울의 30년 단위, 10년 단위 평균 가을 시작일과 종료일, 그리고 길이 (기간) 를 보면, 다음과 같다.
- 전국 6개 지점 (강릉, 대구, 목포, 부산, 서울, 인천)의 30년 단위 가을 시작일, 종료일, 길이 (기간)

| 순번 | 연도            | 시작일 ~ 종료일      | 기간 | 비율  |
| ---- | --------------- | -------------------- | ---- | ----- |
| 1    | 1912년 ~ 1940년 | 9월 17일 ~ 11월 28일 | 73일 | 20.0% |
| 2    | 1921년 ~ 1950년 | 9월 18일 ~ 11월 28일 | 72일 | 19.7% |
| 3    | 1931년 ~ 1960년 | 9월 20일 ~ 11월 29일 | 71일 | 19.5% |
| 4    | 1941년 ~ 1970년 | 9월 21일 ~ 11월 29일 | 70일 | 19.2% |
| 5    | 1951년 ~ 1980년 | 9월 22일 ~ 11월 30일 | 70일 | 19.2% |
| 6    | 1961년 ~ 1990년 | 9월 22일 ~ 11월 28일 | 68일 | 18.6% |
| 7    | 1971년 ~ 2000년 | 9월 23일 ~ 11월 30일 | 69일 | 18.9% |
| 8    | 1981년 ~ 2010년 | 9월 24일 ~ 12월 2일  | 70일 | 19.2% |
| 9    | 1991년 ~ 2020년 | 9월 26일 ~ 12월 3일  | 69일 | 18.9% |

- 서울의 30년 단위 가을 시작일, 종료일, 길이 (기간)

| 순번 | 연도            | 시작일 ~ 종료일      | 기간 | 비율  |
| ---- | --------------- | -------------------- | ---- | ----- |
| 1    | 1911년 ~ 1940년 | 9월 15일 ~ 11월 17일 | 64일 | 17.5% |
| 2    | 1921년 ~ 1950년 | 9월 16일 ~ 11월 19일 | 65일 | 17.8% |
| 3    | 1931년 ~ 1960년 | 9월 17일 ~ 11월 23일 | 68일 | 18.6% |
| 4    | 1941년 ~ 1970년 | 9월 19일 ~ 11월 23일 | 66일 | 18.1% |
| 5    | 1951년 ~ 1980년 | 9월 19일 ~ 11월 21일 | 64일 | 17.5% |
| 6    | 1961년 ~ 1990년 | 9월 20일 ~ 11월 20일 | 62일 | 17.0% |
| 7    | 1971년 ~ 2000년 | 9월 21일 ~ 11월 21일 | 62일 | 17.0% |
| 8    | 1981년 ~ 2010년 | 9월 23일 ~ 11월 23일 | 62일 | 17.0% |
| 9    | 1991년 ~ 2020년 | 9월 25일 ~ 11월 23일 | 60일 | 16.4% |

- 전국 6개 지점 (강릉, 대구, 목포, 부산, 서울, 인천)의 10년 단위 가을 시작일, 종료일, 길이 (기간)

| 순번 | 연도            | 시작일 ~ 종료일      | 기간 | 비율  |
| ---- | --------------- | -------------------- | ---- | ----- |
| 1    | 1912년 ~ 1920년 | 9월 17일 ~ 11월 29일 | 74일 | 20.3% |
| 2    | 1921년 ~ 1930년 | 9월 18일 ~ 11월 27일 | 71일 | 19.5% |
| 3    | 1931년 ~ 1940년 | 9월 17일 ~ 11월 28일 | 73일 | 20.0% |
| 4    | 1941년 ~ 1950년 | 9월 21일 ~ 11월 29일 | 70일 | 19.2% |
| 5    | 1951년 ~ 1960년 | 9월 22일 ~ 12월 1일  | 71일 | 19.5% |
| 6    | 1961년 ~ 1970년 | 9월 22일 ~ 11월 28일 | 68일 | 18.6% |
| 7    | 1971년 ~ 1980년 | 9월 21일 ~ 11월 30일 | 71일 | 19.5% |
| 8    | 1981년 ~ 1990년 | 9월 23일 ~ 11월 27일 | 66일 | 18.1% |
| 9    | 1991년 ~ 2000년 | 9월 24일 ~ 12월 1일  | 69일 | 18.9% |
| 10   | 2001년 ~ 2010년 | 9월 26일 ~ 12월 4일  | 70일 | 19.2% |
| 11   | 2011년 ~ 2020년 | 9월 29일 ~ 12월 1일  | 64일 | 17.5% |

- 서울의 10년 단위 가을 시작일, 종료일, 길이 (기간)

| 순번 | 연도            | 시작일 ~ 종료일      | 기간 | 비율  |
| ---- | --------------- | -------------------- | ---- | ----- |
| 1    | 1911년 ~ 1920년 | 9월 12일 ~ 11월 16일 | 66일 | 18.1% |
| 2    | 1921년 ~ 1930년 | 9월 16일 ~ 11월 16일 | 62일 | 17.0% |
| 3    | 1931년 ~ 1940년 | 9월 15일 ~ 11월 21일 | 68일 | 18.6% |
| 4    | 1941년 ~ 1950년 | 9월 19일 ~ 11월 23일 | 66일 | 18.1% |
| 5    | 1951년 ~ 1960년 | 9월 20일 ~ 11월 24일 | 66일 | 18.1% |
| 6    | 1961년 ~ 1970년 | 9월 20일 ~ 11월 22일 | 64일 | 17.5% |
| 7    | 1971년 ~ 1980년 | 9월 19일 ~ 11월 18일 | 61일 | 16.7% |
| 8    | 1981년 ~ 1990년 | 9월 21일 ~ 11월 22일 | 63일 | 17.3% |
| 9    | 1991년 ~ 2000년 | 9월 22일 ~ 11월 22일 | 62일 | 17.0% |
| 10   | 2001년 ~ 2010년 | 9월 25일 ~ 11월 29일 | 66일 | 18.1% |
| 11   | 2011년 ~ 2020년 | 9월 29일 ~ 11월 22일 | 55일 | 15.1% |

## 관광
잎의 변색이 낙엽성 나무가 있는 곳에서 일어나지만, 빛깔이 물든 가을 잎이 세계의 두 그룹의 지역에서 일어난다. 첫 번째 그룹으로는 캐나다, 미국 등이며, 두 번째 그룹으로는 중국, 대한민국, 대만, 일본 등을 포함한 동아시아이다. 오스트레일리아와 뉴질랜드에서도 잘 나타나긴 하지만 이에 미칠 만큼은 아니다.
동부 캐나다와 미국의 뉴질랜드 지역은 저만의 "가을 잎" 광택으로 잘 알려져 있으며, 계절 관광 산업이 잎이 정점에 닿을 가을날에 여러 주에 걸쳐 성장해 왔다.

## 사진

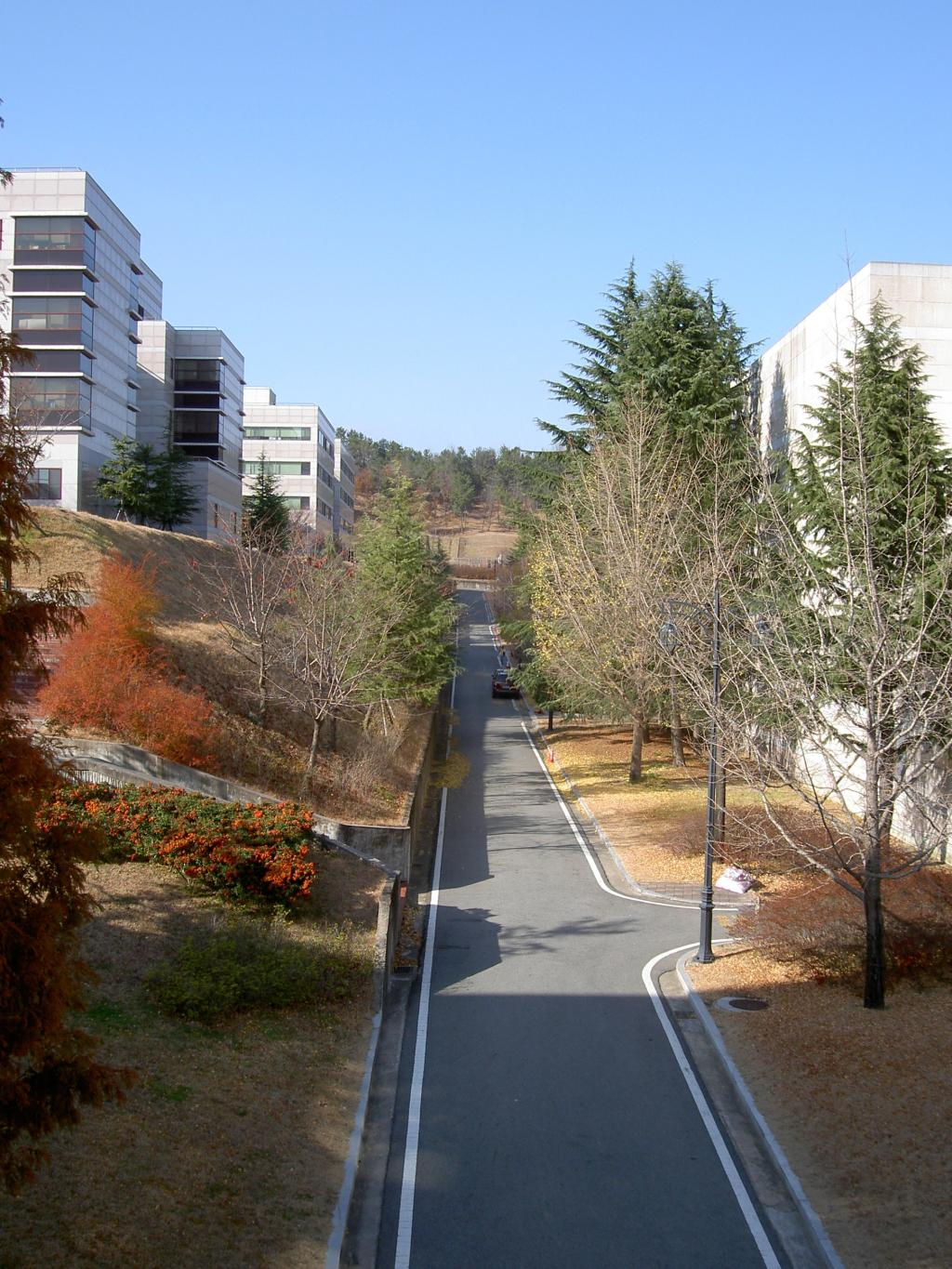
포항공대의 가을 풍경
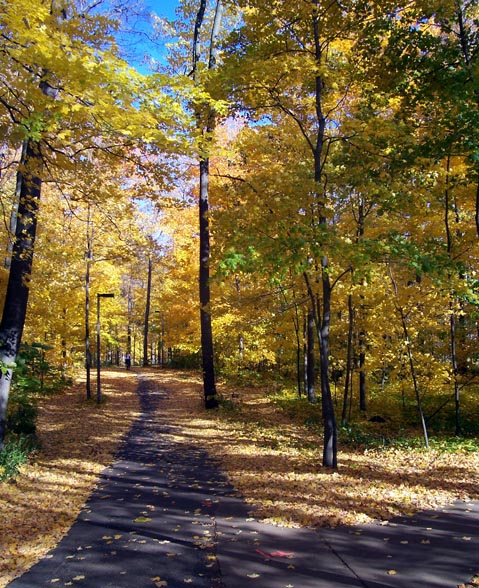
미국 미시간의 가을 풍경
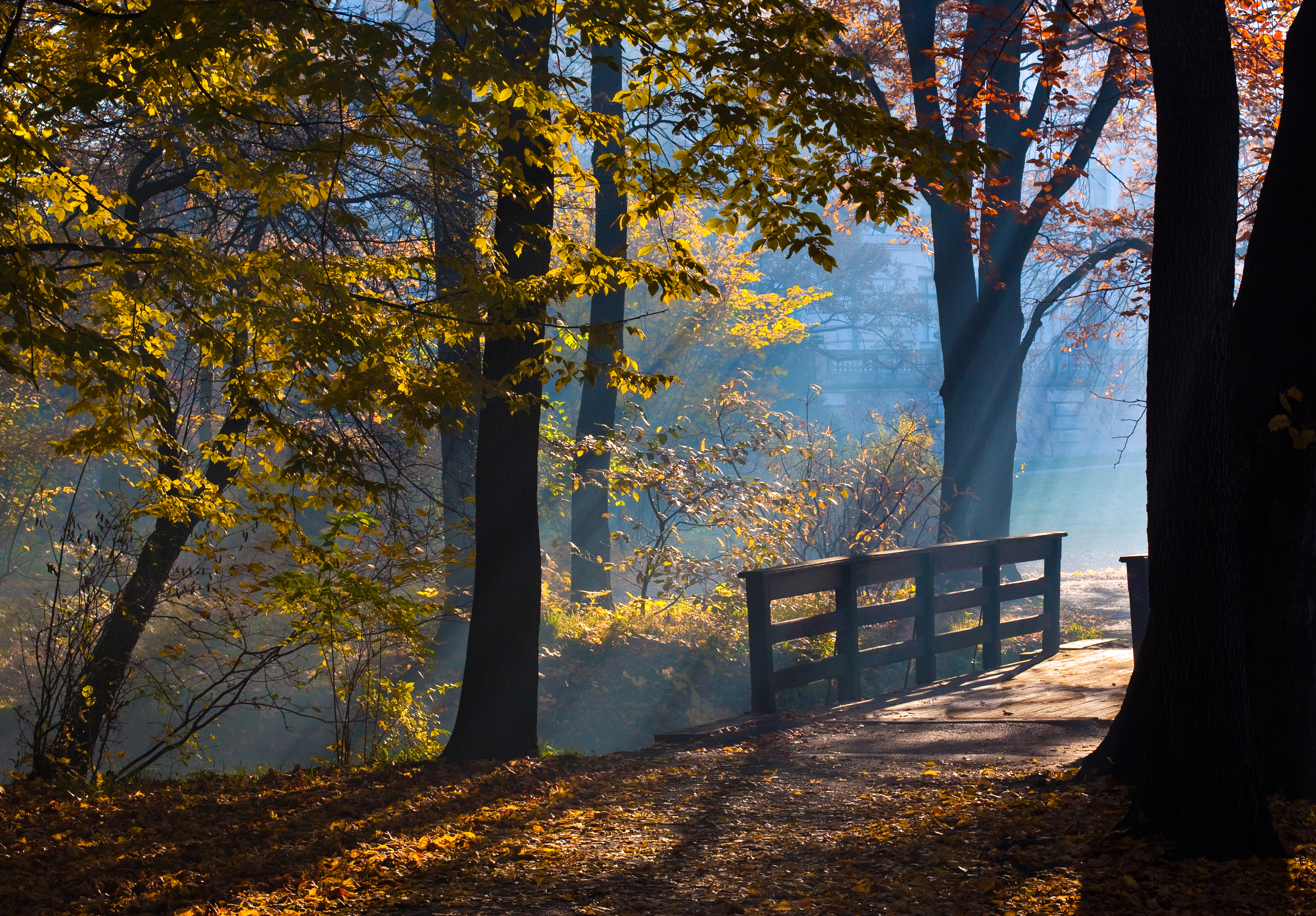
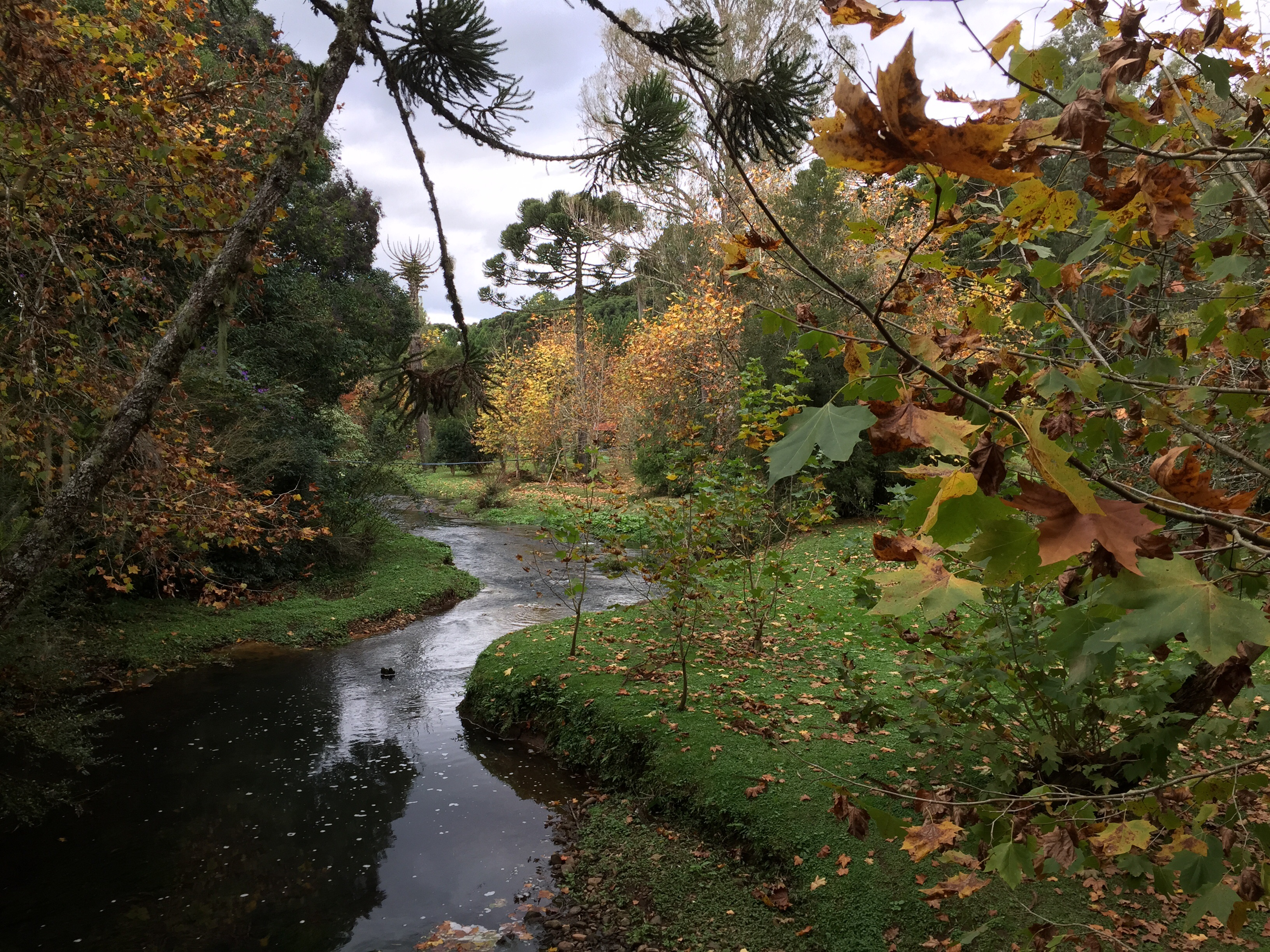
남미에 위치한 브라질의 전형적인 가을
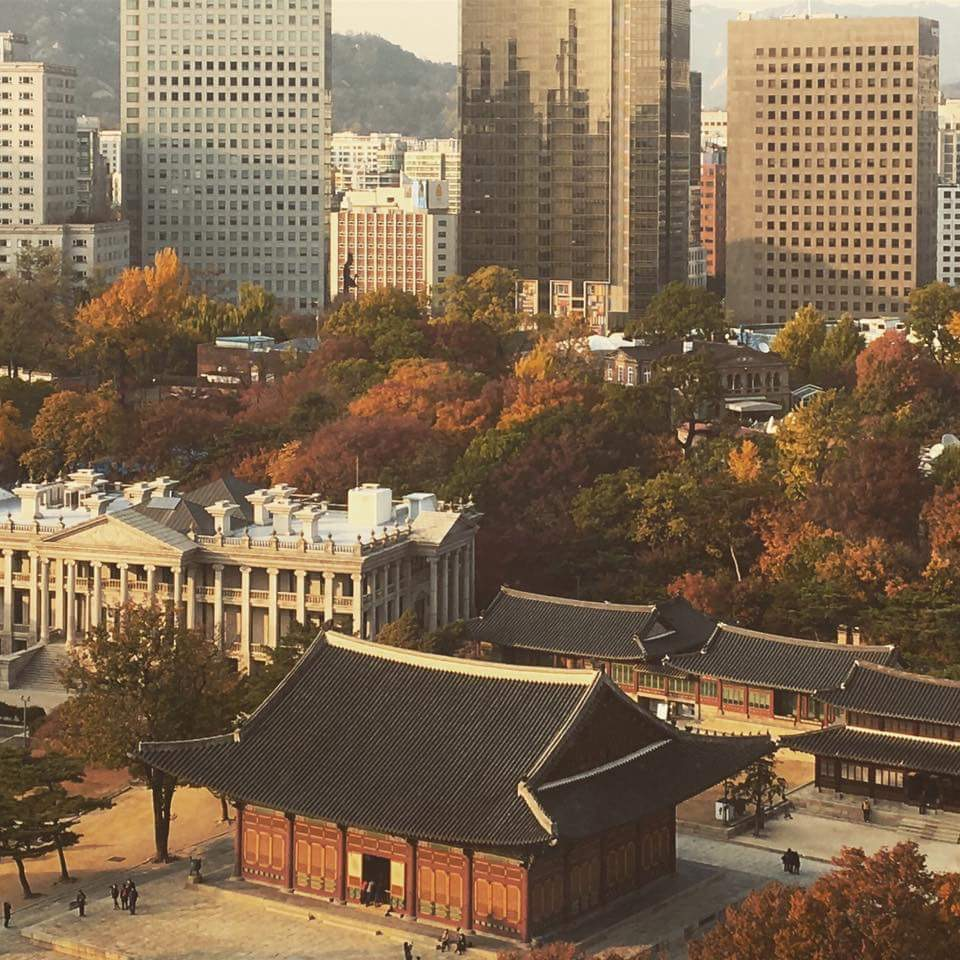
덕수궁의 가을 풍경 by Lee

## 같이 보기
- 디왈리